# Cesare Agostini
Cesare Agostini (ur. 15 października 1864 w Perugii, zm. 1942) – włoski lekarz psychiatra. 

## Życiorys
Był uczniem Emila Kraepelina w Heidelbergu. W 1896 roku został profesorem psychiatrii. W 1904 został dyrektorem szpitala uniwersyteckiego w Perugii oraz profesorem medycyny i psychiatrii sądowej.